# Edmund Pietrzak
Edmund Pietrzak (ur. 16 listopada 1946 w Lęborku, zm. 30 listopada 2007) – polski ekonomista, dziennikarz, doradca ekonomiczny Prezydenta RP w latach 2002-2005.

## Życiorys
W 1966 rozpoczął studia na Uniwersytecie Gdańskim. Jego działalność naukowa była związana z tą uczelnią. Pracę magisterską obronił w 1971 a doktorską w 1974. Obydwie dotyczyły niemieckiej gospodarki finansowej. Stopień doktora habilitowanego uzyskał w 1984, a tytuł profesora nauk ekonomicznych w 1996. Od lipca 1986 kierował Zakładem Międzynarodowych Stosunków Walutowych Uniwersytetu Gdańskiego.
W latach 1992-1997 był członkiem rady naukowej przy prezesie NBP. W l. 1991-92 stypendysta Fulbrighta na University of Pennsylvania. W latach 2002-2005 był doradcą ekonomicznym prezydenta RP Aleksandra Kwaśniewskiego. Przewodniczący Rady Nadzorczej Ciech SA w latach 2005-2006. Wieloletni członek Rady Nadzorczej Powszechnego Towarzystwa Emerytalnego "Dom" SA. Członek Rady Nadzorczej Giełdy Papierów Wartościowych w Warszawie SA w latach 2004-2006.

## Wybrane publikacje
- Funt sterling we współczesnym międzynarodowym systemie walutowym, 1984, ISBN 83-7017-001-3
- Międzynarodowy rynek walutowy i finansowy, (wraz z Krzysztofem Szymańskim) 1991, ISBN 83-7017-318-7
- Polski złoty od wymienialności wewnętrznej do standardu MFW, 1994
- Wymienialność złotego, 1996, ISBN 83-85776-24-9